# SpaceX Crew–1
A SpaceX Crew–1, a NASA eredeti jelzésével USCV–1, vagy egyszerűen Crew–1 a SpaceX cég Crew Dragon többször felhasználható űrhajójának első teljes, üzemszerű repülése volt, amelyet a típus Crew Dragon Resilience nevű, Dragon C207 jelzésű példányával hajtottak végre. Az űrhajót 2020. november 16-án, 00:27:17-kor (UTC) indították egy Falcon 9 Block 5 hordozórakétával a Kennedy Űrközpont 39A indítóállásából, fedélzetén az Nemzetközi Űrállomás személyzetének 64/65. váltásával, az amerikai Michael Hopkins, Victor Glover és Shannon Walker, valamint a japán Nogucsi Szóicsivel a fedélzetén. Ez volt a NASA Commercial Crew Program (CCP) keretében végrehajtott első űrrepülés, amelynek célja a Nemzetközi Űrállomás személyzeteinek cseréje a SpaceX és a Boeing együttműködésével. 
Az űrhajó 2020. november 17-én 04:01-kor (UTC) dokkolt az űrállomás Harmony moduljának PMA–2/IDA–2 dokkolóadapteréhez. A négyfős személyzet a 2020. október 14-én indított Szojuz MSZ–17 személyzetével együtt alkotta a Nemzetközi Űrállomás 64. váltását. Az űrhajó 2021. április 5-ig ehhez az adapterhez csatlakoztatva keringett, majd áthelyezték a PMA–3/IDA–3 dokkolóadapterhez, hogy helyet biztosítsanak a következő, április 23-án a Crew–2 repülés keretében indított Crew Dragon űrhajónak.
Az űrrepülés befejezésének tervezett időpontja 2021. április 28. volt, de a nem megfelelő időjárás miatt ezt május 2-re halasztották. A Crew Dragon Resilience 2021. május 2-án tért vissza Földre, 06:56-kor (UTC) érkezett a Mexikói-öböl vizére. Az Apollo–8 1968-as repülése óra ez volt az első amerikai űrhajó, amely újra éjszakai vízreszállást hajtott végre. Az űrhajó 167 nap, 6 óra és 29 percet töltött a világűrben.